# Simone Albergoni
Simone Luca Albergoni (Treviglio, 15 settembre 1981) è un pilota motociclistico italiano specialista dell'enduro.

## Carriera
La sua carriera nel mondo del motociclismo agonistico è avvenuto nel 1996 in cui ha gareggiato nella categoria cadetti; nei due anni successivi conquista i titoli di questa categoria, dapprima nella classe 50 ed in seguito nella classe 125.
Nel 1999 passa alla categoria Junior e conquista il Campionato Europeo di categoria alla guida di una KTM; nello stesso anno fa parte per la prima volta della nazionale italiana che gareggia nella Sei Giorni Internazionale di Enduro e con essa raggiunge il secondo posto tra gli Junior.
Dopo aver conquistato un alloro nazionale di categoria nel 2000, nel 2001 fa parte della nazionale che si aggiudica la Six Days junior.
Dal 2002 esordisce tra i senior e partecipa per la prima volta al campionato mondiale di enduro, ottenendo anche la sua prima vittoria di tappa e un quinto posto finale in classifica.
Nello stesso anno ottiene anche il titolo nazionale in classe 125.
Dal 2004 passa alla guida di una motocicletta Honda cambiando anche classe gareggiando nella classe E1 e giungendo al secondo posto nella classifica mondiale, oltre ad ottenere il titolo nazionale nella classe 250 4 tempi.
Nel 2005 ottiene la vittoria nel Vaso d'Argento della Sei giorni con la nazionale e l'anno successivo conquista un altro titolo nazionale oltre a piazzarsi al secondo posto nel mondiale, preceduto solamente da Iván Cervantes. Nel 2007 cambia moto passando in sella ad una Yamaha e anche con la nuova marca giunge al secondo posto finale del mondiale enduro, alle spalle di Juha Salminen, e ottiene l'ennesimo titolo nazionale; quest'ultimo ripetuto un'altra volta nel 2008.
All'inizio del 2009 torna a guidare una KTM come all'inizio della carriera e, cambiando anche categoria per passare a gareggiare nella E3, ottiene il terzo posto nel mondiale e il sesto titolo nazionale consecutivo. Anche per quanto riguarda il 2010 i risultati paiono fotocopia dell'anno precedente con il settimo titolo nazionale consecutivo e il terzo posto nell'edizione del mondiale vinta da David Knight.
Nel 2011 Simone farà parte del team Husqvarna CH RACING e guiderà l'Husqvarna 310 4t.
Con l'ultima gara degli Assoluti d'Italia corsa a San Giovanni Bianco (BG) il 29 e 30 settembre 2018, Simone Albergoni dice addio alle gare dopo una carriera durata 22 anni.

## Palmarès
| Mondiali enduro          |                         |      |
| Argento                  | Mondiale E2             | 2004 |
| Argento                  | Mondiale E1             | 2006 |
| Argento                  | Mondiale E1             | 2007 |
| Bronzo                   | Mondiale E1             | 2008 |
| Bronzo                   | Mondiale E1             | 2009 |
| Bronzo                   | Mondiale E3             | 2010 |
| Six Days                 |                         |      |
| Oro                      | Six Days Trophy Team Jr | 2001 |
| Oro                      | Six Days Trophy Team    | 2005 |
| Argento                  | Six Days Trophy Team    | 2008 |
| Argento                  | Six Days Trophy Team    | 2009 |
| Argento                  | Six Days Trophy Team    | 2010 |
| Bronzo                   | Six Days Trophy Team    | 2013 |
| Assoluti d'Italia enduro |                         |      |
| Oro                      | Classe 2504T            | 2004 |
| Oro                      | Classe 2504T            | 2005 |
| Oro                      | Classe 2504T            | 2006 |
| Oro                      | Classe 2504T            | 2007 |
| Oro                      | Classe 2504T            | 2008 |
| Oro                      | Classe 2504T            | 2009 |
| Oro                      | Classe 2502T            | 2010 |
| Oro                      | Classe 4504T            | 2011 |
| Oro                      | Classe E1               | 2012 |
| Bronzo                   | Classe E1               | 2013 |
| Argento                  | Classe E3               | 2014 |
| Argento                  | Classe E1               | 2015 |